# Stazione di Yūrakuchō
La stazione di Yūrakuchō (有楽町駅?, Yūrakuchō-eki) è una stazione ferroviaria di Tokyo, si trova a Chiyoda, Tokyo.

## Storia
La stazione sopraelevata aprì i battenti il 25 giugno 1910. Il binario per la linea della Metropolitana di Tokyo aprì il 30 ottobre 1974.

## Linee
Dal punto di vista ferroviario la stazione serve solo la linea principale Tōkaidō, tuttavia il servizio ferroviario omonimo non serve la stazione. Fermano invece i treni delle linee Yamanote e Keihin-Tōhoku.

### Servizi ferroviari
East Japan Railway Company
■ Linea Yamanote
■ Linea Keihin-Tōhoku

### Metropolitana
Tokyo Metro
 Linea Yūrakuchō

## Struttura

### Stazione JR East
La stazione è dotata di due marciapiedi a isola centrale con quattro binari passanti su viadotto. I marciapiedi sono collegati al mezzanino sottostante da scale mobili e ascensori, e sono presenti due uscite differenti, una a est e una a ovest. L'uscita est dà sull'area di Ginza, mentre quella ovest verso il parco Hibiya.
| 1 | ■ Linea Keihin-Tōhoku | per Tokyo, Ueno e Ōmiya           |
| 2 | ■ Linea Yamanote      | per Tokyo, Ueno e Ikebukuro       |
| 3 | ■ Linea Yamanote      | per Shinagawa, Shibuya e Shinjuku |
| 4 | ■ Linea Keihin-Tōhoku | per Shinagawa, Yokohama e Ōfuna   |

### Stazione della metropolitana
La stazione della metropolitana è sotterranea, con un marciapiede centrale e due binari laterali passanti, ed è collegata sottoterra da un corridoio alla stazione di Hibiya, sebbene sia necessario uscire e rientrare nei tornelli per effettuare l'interscambio.
| 1 | Linea Yūrakuchō | per Tsukishima, Toyosu e Shin-Kiba           |
| 2 | Linea Yūrakuchō | per Ikebukuro, Wakōshi, Shinrin-Kōen e Hannō |

## Stazioni adiacenti
| «                   | Servizio       | »              |
| Linea Yamanote      | Linea Yamanote | Linea Yamanote |
| ------------------- | -------------- | -------------- |
| Tokyo               | -              | Shinbashi      |
| Linea Keihin-Tōhoku |                |                |
| Tokyo               | -              | Shinbashi      |
| Linea Yūrakuchō     |                |                |
| Sakuradamon         | -              | Ginza-itchōme  |